# کورتکوی (متروی استانبول)
کورتکوی (انگلیسی: Kurtköy) یکی از ایستگاه‌های خط ام۴ متروی استانبول است.
این ایستگاه که در منطقه پندیک قرار دارد در سال ۲۰۲۲ تأسیس شده است.